# Грушкевич Теофіл
Теофіл Грушкевич (4 серпня 1846, Мала Горожанна, Австро-Угорщина — 2 травня 1915, Шмідсдорф, Австро-Угорщина) — український педагог та громадський діяч, активний учасник національно-культурного руху на Покутті.

## Життєпис
Народився в селі Мала Горожанна (нині село Миколаївського району Львівської області) у родині, де кілька поколінь були греко-католицькими священиками. Батько Теофіла займав активну позицію в громадському житті Галиччини і прищепив її своєму синові. Він був членом Головної Руської Ради, членом-засновником Галицько-Руської матиці та інших товариств. До семи років Теофіл жив удома, початкову освіту здобув у сільській школі, у 1858 році поступив до Самбірської гімназії, у 1863 перевівся до Дрогобицької гімназії, яку закінчив у 1865, після чого поступив на філософський факультет Львівського університету, де вивчав класичні та українську мови. Разом з іншими студентами університету — В. Навроцьким, А. Січинським, Є. Желехівським, О. Барвінським примкнув до народовського руху. У 1867—1868 рр. навчався у Краківському університеті.
Після закінчення навчання, з 1968 року працював помічником учителя у Дрогобицькій гімназії (серед його учнів був Іван Франко), згодом — у Ряшівській гімназії та в гімназії св. Анни у Кракові, де навчалося чимало майбутніх польських політиків, зокрема намісник Анджей Потоцький, якому Теофіл Грушкевич приватно викладав грецьку мову.
У 1879—1889 рр. працював професором класичної філології у Коломийській гімназії, одночасно брав участь у національному русі. 1880 року був керівником поїздки студентів — діячів товариства «Дружній лихвар» на могилу о. Маркіяна Шашкевича, під час якої її віднайшли.
У 1889 р. переведений у Львів, де аж до виходу на пенсію 1906 р. викладав класичні мови у Другій (німецькій) гімназії. У Львові спершу ввійшов у середовище соратників Олександра Барвінського, яке реалізовувало політику українсько-польського порозуміння.
Один із засновників «Гуцульської спілки», започаткованої в 1885 р. на коломийському вічі.
Його син Ярослав був серед делегатів з Галичини на відкритті пам'ятника класикові нової української літератури Івану Котляревському в Полтаві влітку 1903 р.
Перший директор (1909—12) гімназії Українського педагогічного товариства в м. Яворів. 1890—92 — редактор педагогічного журналу «Учитель», органу Руського товариства педагогічного, автор підручників та науково-популярних праць.
На прохання бібліографа І. Левицького наприкінці 1880-х написав автобіографію, в якій згадує і хоча б коротко характеризує десятки своїх товаришів по навчанню і колег по роботі — громадських і культурних діячів Галичини, викладачів навчальних закладів та їхнє керівництво.
Автор щоденників, які є оригінальним і цінним джерелом вивчення світогляду, поведінки та повсякдення української інтелігенції в Галичині кінця ХІХ — початку ХХ ст.. У щоденнику нерідко зафіксовано приклади дискримінації українців у Львові на національному ґрунті. Сам Теофіл Грушкевич в офіційних установах та у сфері обслуговування послідовно використовував українську мову (звертання українців польською через небажання привертати до себе увагу він вважав «трусістю»). Категорично виступав проти змішаних шлюбів, які вважав шляхом до полонізації українців.
Останній запис у щоденнику Теофіла Грушкевича здійснений за день до смерті у селищі Шмідсдорф в Австрії, де родина шукала захисту від Першої світової війни.

## Родина
Дружина Людмила походила з єврейської родини. Її дід Давид Баллабан — купець з Заліщик. Оженившись з донькою купця Флінтенштайна з Заліщик, теж єврея, перебрався до Чернівець. Там працював урядником броварні, а викупивши її, охрестився, слід гадати, за римо-католицьким обрядом (оскільки Людмила Грушкевич відвідувала у Львові костел Єлизавети). Давид Баллабан мав двох дітей: сина Йосифа — власника бровару в Чернівцях і доньку Софію (у шлюбі Кліґель) — матір Людмили. Син Теофіла Грушкевича Ярослав, окуліст, працював у Станіславі, донька Софія була дружиною антрополога й голови НТШ (1935—1940) Івана Раковського, донька Марія працювала на пошті.